# Warlaing
Warlaing är en kommun i departementet Nord i regionen Hauts-de-France i norra Frankrike. Kommunen ligger i kantonen Marchiennes som tillhör arrondissementet Douai. År 2022 hade Warlaing 599 invånare.

## Befolkningsutveckling
Antalet invånare i kommunen Warlaing
| Referens: INSEE |